# Stanisław Jeriomin (siatkarz)
Stanisław Wiaczesławowicz Jeriomin (ros. Станислав Вячеславович Ерёмин; ur. 23 czerwca 1985 w Symferopolu) – rosyjski siatkarz, grający na pozycji przyjmującego. Od sezonu 2018/2019 występuje w drużynie Dinamo Moskwa.

## Sukcesy klubowe
Puchar Rosji:
- 2003

Liga Mistrzów:
- 2004

Mistrzostwo Rosji:
- 2004
- 2017